# Лудвиг Фридрих Карл I (Хоенлое-Йоринген)
Лудвиг Фридрих Карл I фон Хоенлое-Йоринген (на немски: Ludwig Friedrich Karl I von Hohenlohe-Oehringen; * 23 май 1723 в Йоринген; † 27 юли 1805 в Йоринген) е 40 години първият княз на Хоенлое-Нойенщайн-Йоринген (1765 – 1805) от линията Хоенлое-Нойенщайн-Йоринген.
Той е син на граф и княз Йохан Фридрих II фон Хоенлое-Нойенщайн-Йоринген (1683 - 1765) и съпругата му ландграфиня Доротея София фон Хесен-Дармщат (1689 - 1723), най-възрастната дъщеря на ландграф Ернст Лудвиг фон Хесен-Дармщат (1667 – 1739) и първата му съпруга Доротея Шарлота фон Бранденбург-Ансбах (1661 – 1705). 
На 7 януари 1764 г. баща му е издигнат на княз. След смъртта на баща му през 1765 г. Лудвиг Фридрих Карл I го наследява.
След 40 години Лудвиг Фридрих Карл I умира на 27 юли 1805 в Йоринген и е погребан там. Линията Хоенлое-Нойенщайн-Йоринген се прекратява. Графството е наследено от братовчед му Фридрих Лудвиг фон Хоенлое-Ингелфинген (1746 – 1818), син на леля му Вилхелмина Елеонора фон Хоенлое-Нойенщайн-Йоринген (1717 – 1794) и Хайнрих Август фон Хоенлое-Ингелфинген-Йоринген (1715 – 1796).

## Фамилия
Лудвиг Фридрих Карл I се жени на 28 януари 1749 г. в Хилдбургхаузен за принцеса Амалия фон Саксония-Хилдбургхаузен (* 21 юли 1732 в Хилдбургхаузен; † 19 юни 1799 в Йоринген), дъщеря на херцог Ернст Фридрих II фон Саксония-Хилдбургхаузен (1707 – 1745) и съпругата му графиня Каролина фон Ербах-Фюрстенау (1700 – 1758). Те имат един син, който умира като бебе:
- Карл Лудвиг Фридрих (* 20 април 1754 в Йоринген; † 28 февруари 1755 в Йоринген)